# Luciana Maria Dionizio
Luciana Maria Dionizio (genannt Luciana; * 24. Juli 1987) ist eine brasilianische Fußballtorhüterin.

## Karriere

### Verein
Luciana spielt seit 2014, mit einer Unterbrechung von 2015 bis 2016, beim brasilianischen Erstligisten Ferroviária. Dort gewann sie in ihrem ersten Jahr das Double aus brasilianischer Meisterschaft und Copa do Brasil.
2016 war die Spielerin in einen Skandal bei ihrem damaligen Klub dem Rio Preto EC verwickelt. Nach dem Finale der Meisterschaft 2016. Der Klub erhob Beschwerde beim Verband bezüglich der Leistungen von Luciana in den beiden Finalspielen gegen den CR Flamengo. Diese seien aus Sicht des Klubs bewusst schlecht gewesen. In dem Zusammenhang verwies Rio Preto darauf, dass Luciana ein Flugticket nach Rio de Janeiro hatte, welches für denselben Flug gültig war, wie der des Rückfluges von Flamengo. Der Verband leitete die Beschwerde an den Sportgerichtshof weiter.
Luciana verließ daraufhin den Klub und kehrte noch im selben Jahr zu Ferroviária zurück, wo sie noch in zwei Spielen in der Copa Libertadores Femenina 2016 antrat.

### Nationalmannschaft
Ihr erstes Länderspiel bestritt Luciana in einem Freundschaftsspiel am 12. Dezember 2013 gegen Cile.
Luciana nahm mit der brasilianischen Nationalmannschaft siegreich an der Südamerika-Meisterschaft 2014 teil. In der Folge wurde sie in den Kader zum Algarve-Cup 2015 berufen, an dem Brasilien zum ersten Mal teilnahm, ehe sie als Stammtorhüterin Teil des brasilianischen Aufgebots bei der Weltmeisterschaft 2015 war.
2016 wurde sie zu den olympischen Sommerspielen in den Reservekader berufen. Ihre Teilnahme unterblieb aber aufgrund der Vorwürfe aus der Liga.
Im Juli 2024 reiste Luciana mit der Auswahl als Teil des Olympiakaders nach Paris. In dem Turnier kam sie im Zuge des Gewinns der Silbermedaille über die Rolle einer Reservetorhüterin nicht hinaus und blieb ohne Einsatz.

## Erfolge
Nationalmannschaft
- Copa América der Frauen: 2014
- Silbermedaille bei den Olympischen Spielen: 2024

Ferroviária
- Brasilianische Meisterschaft: 2014, 2019
- Brasilianischer Pokal: 2014
- CONMEBOL Copa Libertadores: 2020
- Staatspokal von São Paulo: 2023

Rio Preto EC
- Brasilianische Meisterschaft: 2015

## Auszeichnungen
- Prêmio Craque do Brasileirão Auswahlmannschaft: 2019[4]